# ماتيو إسكوبار
ماتيو إسكوبار (بالإسبانية: Mateo Escobar)‏ هو لاعب كرة قدم أرجنتيني في مركز الهجوم، ولد في 7 نوفمبر 1995 في الأرجنتين. لعب مع Defensores Unidos ‏.

## وصلات خارجية
- ماتيو إسكوبار على موقع قاعدة بيانات كرة القدم.إي يو (الإنجليزية)
- ماتيو إسكوبار على موقع Soccerway.com (الإنجليزية)